# Giersiepen
Giersiepen ist eine Hofschaft in Halver im Märkischen Kreis im Regierungsbezirk Arnsberg in Nordrhein-Westfalen (Deutschland).

## Lage und Beschreibung
Giersiepen liegt auf einer Höhe von 347 Meter über Normalnull im südlichen Halver nahe der Stadtgrenze zu Kierspe. Südlich des Ortes liegt ein Seitenarm der Kerspetalsperre. Der Ort ist von einer Stichstraße erreichbar, die bei der benachbarten Schanzmannsmühle von der Kreisstraße K3 abzweigt. Weitere Nachbarorte sind Schulten Hedfeld, Niederhedfeld, Borkshof, Bommert, Ober- und Niederbommert.
An  Giersiepen fließt der Schultenhedfelder Bach (auch Hemmecke genannt) vorbei, der kurz darauf in die Talsperre mündet.

## Geschichte
Giersiepen wurde erstmals 1480 urkundlich erwähnt, die Entstehungszeit der Siedlung wird aber im Zeitraum zwischen 1300 und 1400 in der Folge der zweiten mittelalterlichen Rodungsperiode vermutet.
Um 1500 ist durch Urkunden belegt, dass der Hof Giersiepen dem bergischen Amt Beyenburg abgabenpflichtig war. Die Gerichtsbarkeit des Hofs unterstand einem extra für die bergischen Höfe im ansonsten märkisch beherrschten Kirchspiel Halver bestellten bergischem Richter, was häufig zu Streit mit dem für das Kirchspiel eigentlich zuständigen märkischen Gografen führte.
1818 lebten 30 Einwohner im Ort. 1838 gehörte Giersiepen der Bommerter Bauerschaft innerhalb der Bürgermeisterei Halver an. Der laut der Ortschafts- und Entfernungs-Tabelle des Regierungs-Bezirks Arnsberg als Hof kategorisierte Ort besaß zu dieser Zeit fünf Wohnhäuser und sechs landwirtschaftliche Gebäude. Zu dieser Zeit lebten 29 Einwohner im Ort, allesamt evangelischen Glaubens.
Das Gemeindelexikon für die Provinz Westfalen von 1887 gibt eine Zahl von 24 Einwohnern an, die in vier Wohnhäusern lebten.

## Wander- und Radwege
Folgende Wanderwege führen an Giersiepen vorbei:
- Der Halveraner Rundweg
- Der Halveraner Ortsrundwanderweg □
- Der Rönsahler Ortsrundwanderweg A6 (Rund um die Kerspetalsperre).